# Drudwyn
Drudwyn (Aussprache [dɾɪˈdwɪn]) ist in der walisischen Mythologie einer der Cŵn Annwn, der Hunde Annwns. Er ist der junge Hund von Greid und ein Sohn von Eri. Drudwyn hat rote Ohren und einen weißen Körper.  Er war nur durch Mabon ap Modron zu kontrollieren und fing für ihn den wilden Eber Twrch Trwyth, so dass Mabon ihm Kamm und Schere entreißen konnte.